# Artur Jesus Vieira
Artur Jesus Vieira, oder einfach Artur (* 11. Juni 1990 in Rio de Janeiro), ist ein brasilianischer Fußballspieler.

## Karriere
Artur Jesus Vieira erlernte das Fußballspielen in den Jugendmannschaften von Associação Portuguesa de Desportos und AD São Caetano. Seinen ersten Vertrag unterschrieb er bei Náutico Capibaribe in Recife. Über die brasilianischen Stationen União FC, União Futebol Clube, Atlético Goianiense, Nova Iguaçu FC, Fluminense FC, América Mineiro, Goiás EC, Paraná Clube, Paraná Clube, Boa EC und Villa Nova AC wechselte er im Januar 2019 nach Asien. Hier unterschrieb er in Indonesien einen Vertrag bei PS Barito Putera. Der Club, der auf der Insel Borneo beheimatet ist, spielte in der Liga 1, der höchsten indonesischen Liga. Mit dem Club belegte er am Ende der Saison einen 13. Tabellenplatz. 2020 ging er nach Thailand, wo ihn Khon Kaen FC unter Vertrag nahm. Der Verein aus Khon Kaen spielt in der zweiten Liga, der Thai League 2. Für Khon Kaen spielte er zwölfmal in der zweiten Liga. Ende 2020 wurde sein Vertrag nicht verlängert und es dauerte exakt ein Jahr bis ihn Hougang United aus der Singapore Premier League unter Vertrag nahm. Im Februar 2022 kehrte er dann wieder nach Brasilien zurück und unterschrieb einen Vertrag beim Hauptstadtklub Capital CF. Bei dem Verein aus Brasília stand er bis Juli 2022 unter Vertrag. Der Mahasarakham FC, ein Drittligist aus Thailand, nahm ihn Ende Juli 2022 unter Vertrag. Der Verein aus Maha Sarakham spielt in der North/Eastern Region der Liga. Für Mahasarakham bestritt er sechs Drittligaspiele. Zu Beginn der Rückrunde 2022/23 wechselte er in die Western Region. Hier schloss er sich dem Dragon Pathumwan Kanchanaburi FC aus Kanchanaburi an. Am Ende der Saison feierte er mit Kanchanaburi die Meisterschaft der Region und den anschließenden Aufstieg in die zweite Liga. Für Kanchanaburi bestritt er 16 Ligaspiele. Zu Beginn der Saison 2023/24 wechselte er zum ebenfalls in die zweite Liga aufgestiegenen Chanthaburi FC. Für den Verein aus Chanthaburi bestritt er 14 Ligaspiele. Nach der Hinrunde wechselte er im Januar 2024 zum ebenfalls in der zweiten Liga spielenden Customs United FC. Am Ende der Saison 2023/24 belegte er mit dem Klub den vorletzten Tabellenplatz und musste somit in die dritte Liga absteigen. Für die Customs bestritt er 14 Ligaspiele. Nach dem Abstieg verließ er den Verein und schloss sich in Indonesien den in Sidoarjo beheimateten Zweitligisten Deltas FC an.

## Erfolge
Atlético Goianiense
- Campeonato Goiano

2. Platz: 2013
Sieger: 2014
Atlético Mineiro
- Campeonato Mineiro

2. Platz: 2016
Dragon Pathumwan Kanchanaburi FC
- Thai League 3 – West: 2022/23  ▲